# Elena Horvat
Elena Horvat –nombre de casada, Elena Florea– (4 de julio de 1958) es una deportista rumana que compitió en remo.
Participó en los Juegos Olímpicos de Los Ángeles 1984, obteniendo una medalla de oro en la prueba de dos sin timonel. Ganó siete medallas en el Campeonato Mundial de Remo entre los años 1975 y 1985, y dos medallas en el Campeonato Europeo de Remo, en los años 1971 y 1972.

## Palmarés internacional
| Juegos Olímpicos   | Juegos Olímpicos             | Juegos Olímpicos  | Juegos Olímpicos   |
| Año                | Lugar                        | Medalla           | Prueba             |
| ------------------ | ---------------------------- | ----------------- | ------------------ |
| 1984               | Los Ángeles (Estados Unidos) | Medalla de oro    | Dos sin timonel    |
| Campeonato Mundial |                              |                   |                    |
| Año                | Lugar                        | Medalla           | Prueba             |
| 1975               | Nottingham (Reino Unido)     | Medalla de bronce | Ocho con timonel   |
| 1978               | Cambridge (Nueva Zelanda)    | Medalla de bronce | Cuatro con timonel |
| 1979               | Bled (Yugoslavia)            | Medalla de plata  | Dos sin timonel    |
| 1981               | Múnich (RFA)                 | Medalla de bronce | Dos sin timonel    |
| 1982               | Lucerna (Suiza)              | Medalla de bronce | Cuatro con timonel |
| 1983               | Duisburgo (RFA)              | Medalla de plata  | Dos sin timonel    |
| 1985               | Malinas (Bélgica)            | Medalla de oro    | Dos sin timonel    |
| Campeonato Europeo |                              |                   |                    |
| Año                | Lugar                        | Medalla           | Prueba             |
| 1971               | Copenhague (Dinamarca)       | Medalla de bronce | Ocho con timonel   |
| 1972               | Brandeburgo (RDA)            | Medalla de plata  | Ocho con timonel   |